# Галузевий державний архів фінансових посередників Фонду державного майна України
Галузевий державний архів фінансових посередників Фонду державного майна України

## Адреса
- 03680 Україна, Київ, проспект Академіка Глушкова, 1  павільйон № 16 Національного комплексу "Експоцентр України"

## Історія
03 липня 2000 року було створено Галузевий державний архів фінансових посередників Фонду державного майна України. Архів є спеціалізованою державною установою, що входить до складу Державної акціонерної компанії "Національна мережа аукціонних центрів". Архів приймає, зберігає та використовує документи, що створені в процесі приватизації державної власності та віднесені до складу Національного архівного фонду України. Відповідно до мети діяльності архів здійснює повноваження щодо володіння, користування і розпорядження частиною Національного архівного фонду, що належить державі і зберігається в ньому згідно з його профілем.

## Фонди
- архівні приватизаційні документи 24-х філій обласних аукціонних центрів ДАК "Національна мережа аукціонних центрів" за 1994-2000 рр., в яких зазначено проведення і завершення сертифікатної приватизації в Україні.

## Керівники
- Новохатська Луїза Павлівна